# John Mugabi
John Mugabi est un boxeur ougandais né le 4 mars 1960 à Kampala.

## Carrière
Médaillé de bronze aux Jeux africains de 1978 dans la catégorie des poids super-légers et médaillé d'argent aux Jeux olympiques de Moscou en 1980 dans la catégorie poids welters, il a également remporté le titre de champion du monde des super-welters WBC le 8 juillet 1989 aux dépens du français René Jacquot avant d'être à son tour battu l'année suivante par Terry Norris.